# Phạm Thị Yến
Đối với các định nghĩa khác, xem Phạm Thị Yến (định hướng)
Phạm Thị Yến (sinh ngày 20 tháng 10 năm 1985) là một cầu thủ bóng chuyền Việt Nam, từng giữ vị trí đội trưởng tại Đội tuyển bóng chuyền nữ quốc gia. Phạm Thị Yến là một trong những chủ công thuộc thế hệ vàng của Bóng chuyền Việt Nam giai đoạn 2005-2015, với chiều cao tốt, sức bật cao và chắn bóng chuẩn.
Phạm Thị Yến còn có khả năng nhảy phát bóng tấn công uy lực giai đoạn 2005-2006, tuy nhiên kể từ chấn thương nặng vào năm 2007 thì Yến không còn phát bóng tấn công nữa.

## Sự nghiệp bóng chuyền
Sinh ra trong một gia đình không liên quan gì đến thể thao tại Hà Nam, Yến đến với bóng chuyền một cách ngẫu nhiên nhờ thông tin từ một bác hàng xóm để rồi "trốn" lên tỉnh đăng ký vào lớp năng khiếu bóng chuyền.
Nghiệp bóng của thiếu nữ 14 tuổi tưởng như bị "chặn đứng" ngay từ đầu khi cả nhà, đặc biệt bà nội kiên quyết phản đối. Càng đáng buồn hơn bởi chính huấn luyện viên ban đầu nhận Yến vì thích chiều cao, sau đó lại khuyên thật "em không nên theo vì không có năng khiếu đâu".
Yến gặp một nghịch cảnh lớn khi đội nữ Hà Nam bị giải tán vào năm 2001, và chị là một trong vài trường hợp được giữ lại thêm một thời gian chờ lãnh đạo "hậu xét".
Sau đó, Phạm Thị Yến đã đầu quân cho Câu lạc bộ Bóng chuyền Bộ Tư lệnh Thông tin, Cũng phải rất khó khăn, đội bóng quân đội mới đưa được Yến về đội, song kết quả có được mỹ mãn ngoài dự kiến. Chỉ sau đúng 1 năm ăn tập tại đây, cô học trò "ngoại nhập" duy nhất hội đủ mọi yếu tố để vươn tới đỉnh cao. Với thể lực sung mãn, khả năng di chuyển linh hoạt, mức bật đà 3,05 m để có thể tung ra những cú dứt điểm như "búa bổ" trong mọi tình huống, Yến luôn là nỗi ác mộng của mọi đối thủ.
Từ năm 2003, Yến khuynh đảo các sân chơi quốc nội và cùng với Bùi Thị Huệ tạo thành cặp "sát thủ" ở đội tuyển quốc gia. Chưa có thống kê chính thức, song tính trong khoảng 10 năm trở lại đây, Yến chắc chắn là chủ công ghi nhiều điểm nhất nước ở giải vô địch quốc gia, cũng như trên Tuyển, với hiệu suất trung bình trên 20 điểm mỗi trận.